# Gijs van Lennep
Gijsbert Van Lennep, detto Gijs (Aerdenhout, 16 marzo 1942), è un pilota automobilistico olandese, vincitore della 24 ore di Le Mans con la Porsche 917K nel 1971 in coppia con Helmut Marko. E con la Porsche 936 nel 1976. Vinse anche la Targa Florio del 1973 al volante della Porsche 911 Carrera RSR in coppia con Herbert Müller.
Ha realizzato due punti nella sua carriera in Formula 1 giungendo due volte sesto.

## Risultati in F1
| 1971 | Scuderia | Vettura   |  |  |  |   |  |  |  |  |  |  |    |  |  |  |  | Punti | Pos. |
| ---- | -------- | --------- |  |  |  | - |  |  |  |  |  |  | -- |  |  |  |  | ----- | ---- |
| 1971 | Surtees  | TS7 e TS9 |  |  |  | 8 |  |  |  |  |  |  | NP |  |  |  |  | 0     |      |

| 1973 | Scuderia    | Vettura |  |  |  |  |  |  |  |  |  |   |  |   |     |  |  | Punti | Pos. |
| ---- | ----------- | ------- |  |  |  |  |  |  |  |  |  | - |  | - | --- |  |  | ----- | ---- |
| 1973 | Iso Rivolta | IR      |  |  |  |  |  |  |  |  |  | 6 |  | 9 | Rit |  |  | 1     | 20º  |

| 1974 | Scuderia     | Vettura |  |  |  |  |    |  |  |    |  |  |  |  |  |  |  | Punti | Pos. |
| ---- | ------------ | ------- |  |  |  |  | -- |  |  | -- |  |  |  |  |  |  |  | ----- | ---- |
| 1974 | Iso Marlboro | FW      |  |  |  |  | 14 |  |  | NQ |  |  |  |  |  |  |  | 0     |      |

| 1975 | Scuderia | Vettura      |  |  |  |  |  |  |  |    |    |  |   |  |  |  |  | Punti | Pos. |
| ---- | -------- | ------------ |  |  |  |  |  |  |  | -- | -- |  | - |  |  |  |  | ----- | ---- |
| 1975 | Ensign   | MN174 e N175 |  |  |  |  |  |  |  | 10 | 15 |  | 6 |  |  |  |  | 1     | 20º  |

| Legenda | 1º posto     | 2º posto | 3º posto    | A punti         | Senza punti/Non class.  | Grassetto – Pole position Corsivo – Giro più veloce |
| Legenda | Squalificato | Ritirato | Non partito | Non qualificato | Solo prove/Terzo pilota | Grassetto – Pole position Corsivo – Giro più veloce |